# Đới Bỉnh Quốc
Đới Bỉnh Quốc (giản thể: 戴秉国; phồn thể: 戴秉國; bính âm: Dài Bǐngguó; sinh ngày 31 tháng 3 năm 1941) là một chính trị gia và một nhà ngoại giao chuyên nghiệp Trung Quốc. Từ năm 2008 đến năm 2013, ông là một trong năm Ủy viên Quốc vụ viện Cộng hòa Nhân dân Trung Hoa, ông được coi là một trong những nhân vật cao cấp nhất trong Chính sách đối ngoại của Cộng hòa Nhân dân Trung Hoa trong chính quyền do chủ tịch Hồ Cẩm Đào đứng đầu.
Ông tốt nghiệp chuyên ngành tiếng Nga tại Đại học Tứ Xuyên. Ông được cho là đã đóng vai trò quan trọng trong việc bình thường hóa quan hệ ngoại giao Trung-Xô. Từ năm 1989 đến năm 1991, ông từng là Đại sứ Trung Quốc tại Hungary. Sau đó ông phục vụ với nhiều chức vụ trong Bộ Ngoại giao. Ông hiện đang là Ủy viên Quốc vụ viện, Người đứng đầu nhóm lãnh đạo công tác Ngoại sự Trung ương, một chức vụ giống như đứng đầu cơ quan đối ngoại của Đảng Cộng sản Trung Quốc, và là Tổng giám đốc Nhóm An ninh Quốc gia của Ủy ban Trung ương Đảng Cộng sản Trung Quốc, theo đó ông phục vụ với tư cách là một cố vấn an ninh quốc gia cho Chủ tịch nước.

## Tiểu sử
Đới Bỉnh Quốc là người dân tộc Thổ Gia, sinh ra trong một ngôi làng nằm ở Huyện tự trị dân tộc Thổ Gia và dân tộc Miêu Ấn Giang, địa cấp thị Đồng Nhân, tỉnh Quý Châu. Ông tốt nghiệp khoa ngoại ngữ của Đại học Tứ Xuyên, chuyên ngành tiếng Nga, và sau đó học tại Học viện Ngoại giao Trung Quốc (CFAU). Ông được kết nạp vào Đảng Cộng sản Trung Quốc từ tháng 6 năm 1973. Ông là Đại sứ Trung Quốc tại Hungary từ 1989-1991. Ông đã phục vụ trong Bộ Ngoại giao của Trung Quốc nhiều năm và sau đó được đề bạt làm Thứ trưởng Bộ Ngoại giao vào tháng 12 năm 1993. Vào tháng 6 năm 1995, ông Đới Bỉnh Quốc đã chuyển từ "Nhóm ngoại giao" của Quốc vụ viện sang "Nhóm liên lạc quốc tế" của Ủy ban Trung ương Đảng Cộng sản Trung Quốc, và trở thành phó trưởng Ban Quốc tế của cơ quan này. Vào tháng 8 năm 1997, vào đêm trước của Đại hội toàn quốc Đảng Cộng sản Trung Quốc lần thứ 15, ông được thăng chức làm trưởng Ban Quốc tế. Tháng 5 năm 2003, Đới Bỉnh Quốc chuyển về công tác tại Bộ Ngoại giao với cương vị Thứ trưởng cho đến tháng 4 năm 2008, chịu trách nhiệm xử lý cuộc khủng hoảng hạt nhân Triều Tiên. Tháng ba năm 2008, ông được bổ nhiệm làm Ủy viên Quốc vụ viện.
Ngày 08 tháng 7 năm 2009, Đới Bỉnh Quốc đã được phân công thay mặt Chủ tịch Trung Quốc Hồ Cẩm Đào tại hội nghị thượng đỉnh G8 ở L'Aquila, Ý. Chủ tịch Hồ Cẩm Đào đã đột xuất rời khỏi hội nghị thượng đỉnh vì Bạo động tại Ürümqi giữa người Uyghur (Duy Ngô Nhĩ) và người Hán tại Tân Cương. Trong năm 2009, ông được Chủ tịch Hồ Cẩm Đào bổ nhiệm làm đại diện đặc biệt của mình và chủ trì cuộc họp Theo dõi chiến lược của Đối thoại Chiến lược và Kinh tế Mỹ-Trung phía Trung Quốc.

## Nhận xét
Cựu Bộ trưởng Ngoại giao Hoa Kỳ Henry Kissinger đã gọi ông Đới Bỉnh Quốc là "một nhân vật xuất chúng" còn nguyên Cố vấn An ninh Quốc gia Hoa Kỳ Zbigniew Brzezinski đã gọi đây là "một con người xuất sắc".

## Cá nhân
Ông là con rể của Hoàng Trấn, một nhà ngoại giao cấp cao Trung Quốc, cựu phó Bộ trưởng Bộ Ngoại giao, Bộ trưởng Bộ Văn hóa và phó giám đốc đầu tiên của Ban tuyên truyền của Ủy ban Trung ương Đảng Cộng sản Trung Quốc. Ông là thành viên Ủy ban Trung ương Đảng Cộng sản Trung Quốc khóa 15, 16 và 17.